# 칸토어 집합
수학에서 칸토어 집합(영어: Cantor set)은 0과 1 사이의 실수로 이루어진 집합으로, {\displaystyle [0,1]}부터 시작하여 각 구간을 3등분하여 가운데 구간을 반복적으로 제외하는 방식으로 만들어진다.

칸토어 집합을 제작하기 위해 7번 반복한 과정

## 정의
칸토어 집합은 다음과 같이 만들어진다.
1. 처음 구간은 {\displaystyle [0,1]}에서 시작한다.
2. {\displaystyle [0,1]} 구간을 3등분한 후, 가운데 개구간 {\displaystyle \left({\frac {1}{3}},{\frac {2}{3}}\right)}을 제외한다. 그러면 {\displaystyle \left[0,{\frac {1}{3}}\right]\cup \left[{\frac {2}{3}},1\right]}가 남는다.
3. 두 구간 {\displaystyle \left[0,{\frac {1}{3}}\right]}, {\displaystyle \left[{\frac {2}{3}},1\right]}의 가운데 구간을 제외한다. {\displaystyle \left[0,{\frac {1}{9}}\right]\cup \left[{\frac {2}{9}},{\frac {1}{3}}\right]\cup \left[{\frac {2}{3}},{\frac {7}{9}}\right]\cup \left[{\frac {8}{9}},1\right]}
4. 계속해서 반복한다.

또는, 앞 단계의 구간을 {\displaystyle {\frac {1}{3}}}크기로 줄인 다음 두 개를 배치하는 방식으로도 같은 집합을 얻을 수 있다. 즉,
{\displaystyle {\begin{aligned}C_{0}&=[0,1]\\C_{n}&={\frac {C_{n-1}}{3}}\cup \left({\frac {2}{3}}+{\frac {C_{n-1}}{3}}\right)\end{aligned}}}
이 된다.

## 성질

### 크기
칸토어 집합에 포함되는 수는 삼진법 소수로 표기했을 때 모든 자릿수가 0 또는 2가 된다. 이것은 칸토어 집합을 만드는 각 단계마다 자릿수에 1이 있는 수를 점차적으로 제거하는 것으로 생각할 수 있다. 즉, 첫 번째 단계에는 {\displaystyle 0.1xxx\cdots _{(3)}}가 빠지고, 두 번째 단계에는 {\displaystyle 0.01xxx\cdots _{(3)}}과 {\displaystyle 0.21xxx\cdots _{(3)}}가 빠지는 과정이 계속해서 일어난다. 또한 이것을 이용해 칸토어 집합의 수를 0과 1 사이의 모든 실수와 일대일 대응시킬 수 있는데, 3진수 각 자릿수의 2를 2진수에서의 1로 대응한다. 수식으로 표현하면 다음과 같다.
{\displaystyle f\left(\sum _{k=1}^{\infty }a_{k}3^{-k}\right)=\sum _{k=1}^{\infty }(a_{k}/2)2^{-k}}
따라서 칸토어 집합은 비가산 집합이며, 크기가 {\displaystyle 2^{\aleph _{0}}}이다.

### 측도 및 위상수학적 성질
칸토어 집합을 만드는 과정에서, 각 단계에서 빠지는 구간의 길이는 {\displaystyle 1/3,2/9,4/27,\dots }이 된다. 이 길이를 모두 합하면
{\displaystyle \sum _{n=0}^{\infty }{\frac {2^{n}}{3^{n+1}}}={\frac {1}{3}}\left({\frac {1}{1-{\frac {2}{3}}}}\right)=1}
이 된다. 즉, 칸토어 집합은 르베그 측도가 0이다. 또한, 칸토어 집합은 조밀한 곳이 없는 집합이며, 완전 집합이다.
칸토어 집합은 가산 무한 개의 두 원소 이산 공간의 곱공간 {\displaystyle \{0,1\}^{\aleph _{0}}}과 위상동형이다. 특히, 칸토어 집합의 작은 귀납적 차원은 0이다.

### 프랙털 성질
칸토어 집합은 자기닮음 성질을 가지고 있는 프랙털이다. 칸토어 집합을 ⅓ 크기로 줄이면 원래 칸토어 집합의 왼쪽 부분과 같다. 따라서 칸토어 집합의 하우스도르프 차원은
{\displaystyle {\frac {\ln 2}{\ln 3}}=0.6309\cdots }
이다.

## 같이 보기
- 불연속점의 분류
- 칸토어 함수
- 코크 곡선